# Episodi de Il tredicesimo apostolo (seconda stagione)
La seconda stagione della serie televisiva Il tredicesimo apostolo, sottotitolata La rivelazione e composta da 12 episodi, è stata trasmessa in prima visione in Italia da Canale 5 dal 20 gennaio al 24 febbraio 2014. In questa stagione interpreti come Stefano Pesce sono stati più presenti.
| nº | Titolo                     | Prima TV Italia  |
| -- | -------------------------- | ---------------- |
| 1  | Il guaritore               | 20 gennaio 2014  |
| 2  | La martire                 | 20 gennaio 2014  |
| 3  | Tra la vita e la morte     | 27 gennaio 2014  |
| 4  | La casa del diavolo        | 27 gennaio 2014  |
| 5  | Finché morte non vi separi | 3 febbraio 2014  |
| 6  | Legame paranormale         | 3 febbraio 2014  |
| 7  | Fede                       | 10 febbraio 2014 |
| 8  | Patto di sangue            | 10 febbraio 2014 |
| 9  | L'uomo nero                | 17 febbraio 2014 |
| 10 | Il pianto del demonio      | 17 febbraio 2014 |
| 11 | Il potere oscuro           | 24 febbraio 2014 |
| 12 | La rivelazione             | 24 febbraio 2014 |

## Il guaritore
- Diretto da: Alexis Sweet
- Scritto da: Andrea Nobile

### Trama
È passato quasi un anno da quando l'organizzazione è fuggita e Gabriel e Padre Isaia sono stati inseriti nel Direttorio. Claudia intanto ha dato una svolta alla sua vita tormentata e cerca di dimenticare Gabriel, ma nonostante gli sforzi non ci riesce. Claudia, inoltre, scopre da Giulia che Gabriel ha smesso di insegnare nella scuola dove lavorava. Intanto avviene la prima riunione del Direttorio. Molti dei membri messi al corrente dei poteri di Gabriel temono il giovane e non si fidano più di lui. Gabriel chiede quindi aiuto a Padre Isaia, ma anche questo non può fare nulla. A quel punto Gabriel decide di tornare sulle tracce di Serventi e dell'organizzazione di cui a capo c'è sua madre, Clara Antinori. Gabriel è costretto ad interrompere le ricerche perché gli viene affidato un incarico: indagare su un misterioso guaritore di nome Yuri che sembra essere in grado di guarire qualsiasi male. Anche Claudia messa al corrente degli avvenimenti indaga e i due si ritrovano nello stesso luogo insieme ad Isaia che ha deciso di accompagnare Gabriel. Isaia dunque dopo aver visto le gesta di Yuri crede che siano opera del diavolo, ma Gabriel smentisce la teoria del collega. Gabriel viene anche a conoscenza della compagna di Yuri: Cristina. Intanto Claudia tornata a casa scopre che una sua amica di nome Nadia è stata trovata morta. Claudia dispiaciuta per la sua perdita si fa consolare da Gabriel. L'indomani Gabriel grazie a Rebecca Rosini e al suo amico Stefano che ha deciso di diventare sacerdote, scopre che tutte le malattie che Yuri guarisce finiscono in un altro corpo. Gabriel dice a Cristina di far smettere Yuri a curare la gente. Yuri alla fine accetta ma rivela a Gabriel e Claudia che lui dovrà usare lo stesso il suo dono su una persona ogni giorno: Cristina, gravemente malata che solo se lui cura ogni giorno può rimanere in vita. Gabriel allora inizia a comprendere Yuri ma quando il giorno dopo vanno dal guaritore e Cristina, trova i due morti proprio nello stesso modo usato dal killer che non è altri che Serventi ritornato ad agire.
- Altri interpreti: Sergio Romano (Yuri Germano), Elisabetta Rocchetti (Cristina, compagna di Yuri), Roberto Nobile (Monsignor Castello)

- Ascolti Italia: telespettatori 4 347 000 – share 14,91%[1]

## La martire
- Diretto da: Alexis Sweet
- Scritto da: Mizio Curcio e Leonardo D'Agostini

### Trama
Il Direttorio affida un nuovo compito a Gabriel: si dovrà recare al Convento di Fontenuova, dove suor Chiara sembra mostrare segni di stigmate. Padre Isaia decide di accompagnare Gabriel ed insieme iniziano ad indagare, scoprendo così che lo stesso fenomeno era già avvenuto in passato. Padre Alonso intanto nota un certo simbolo impresso dal killer sia sulla fronte di Nadia che su quello di Yuri e Cristina e indagando scopre che è la firma di Serventi. Claudia viene invitata al convento da Gabriel a collaborare, qui la donna si dimostra molto scettica sulla vicenda visto che come tutti si è accorta che Suor Chiara è una persona molto fragile che soffre di un misterioso passato. Claudia quindi crede che le ferite siano autoinflitte. Claudia non si fida della suore e trova un'arma sanguinante nella stanza di suor Chiara. Si stabilisce così che la suora non è lucida e viene obbligata ad abbandonare il Convento. Gabriel intanto inizia ad avere un incubo: lui si trova in un cunicolo ma è seguito da un'altra persona, se stesso in una versione oscura e malvagia, iniziando così ad avere paura di sé. Serventi si reca da un membro de "Il Candelaio": Jacopo. Serventi gli dà l'ordine di uccidere un uomo e una donna. Rebecca Rosini stabilitasi all'università cerca di convincere Gabriel a tornare ad insegnare ma questo non accetta. Rebecca però incuriosita dalle ricerche di Gabriel si fa raccontare la vicenda è questa scopre così un antico legame fra Fontenuova e un rituale mistico. Suor Chiara è dunque in pericolo perché le sue consorelle fanno parte di una setta religiosa di purificazione. Gabriel salva così in tempo suor Chiara dalle sue consorelle. Intanto Claudia riceve una visita inaspettata: Clara Antionori, madre di Gabriel va da lei. Clara chiede a Claudia di restare sempre accanto a Gabriel che è in pericolo di vita poiché Serventi non vuole più obbedirle. Padre Gabriel e Padre Isaia scoprono l'identità della prossima vittima di Serventi: Agata. I religiosi vanno a casa di Agata e la salvano in tempo ma nel riuscirci il sicario colpisce con un pugnale Gabriel a morte. Gabriel apparentemente morto viene baciato da Claudia e torna miracolosamente a vivere.
- Altri interpreti: Lydia Biondi (suor Valeria), Davide Paganini (Jacopo), Roberto Nobile (Monsignor Castello), Sergio Romano (Yuri Germano)

- Ascolti Italia: telespettatori 3 741 000 – share 16,93%[1]

## Tra la vita e la morte
- Diretto da: Alexis Sweet
- Scritto da: Fosca Gallesio e Antonio Manzini

### Trama
Dopo che Gabriel è ritornato in vita grazie all'aiuto di Claudia, il legame tra i due è ancora più forte, mentre la Congregazione è scossa dai suoi poteri e dai dubbi sulla sua identità. Nonostante tutto, Gabriel continua ad occuparsi di nuovi casi e questa volta è chiamato a risolvere il mistero che si cela dietro le apparizioni fisiche di un ragazzo ebreo che si trova in stato di coma irreversibile. Per Claudia i genitori sono chiaramente vittima di uno stato di profondo malessere psicologico, ma Gabriel riesce a condividere con loro le stesse apparizioni. I due indagano e scoprono che il ragazzo aveva un fratello gemello, Matteo, ma entrambi avevano seri problemi di salute e i genitori, in accordo con il personale sanitario, decisero di mantenerne in vita soltanto uno, Carlo. Intanto Gabriel confida a Claudia i suoi incubi ricorrenti, mentre Serventi decide di servirsi di Jacopo per far fuori il Monsignor Castello, uno dei membri più influenti del Direttorio nonché primo accusatore di Gabriel. I genitori di Carlo sono di nuovo alle prese con le apparizioni del figlio, che questa volta chiede loro di suicidarsi: la madre riesce a svincolarsi, chiamando Claudia, che riuscirà a far scomparire i loro sensi di colpa e ad evitare la tragedia. Le visioni cessano per sempre, lo spirito di Matteo si placa e Carlo esce dal coma.
- Altri interpreti: Anna Ferruzzo (Rachele Limentani), Simone Colombari (Gabriele Limentani), Giacomo Piperno (Emanuele), Roberto Nobile (Monsignor Castello), Davide Paganini (Jacopo)

, 
- Ascolti Italia: telespettatori 4 214 000 – share 14,47%

## La casa del diavolo
- Diretto da: Alexis Sweet
- Scritto da: Antonio Manzini

### Trama
Un paesino è stato violentemente soggiogato dalle forze del male e così Padre Gabriel e Padre Isaia sono chiamati ad affrontare uno scontro diretto con il demonio incarnato. L'aver unito le forze non basta e si decide di ricorrere all'aiuto di Padre Samuele Costa, un famoso esorcista, che dovrà però regolare i conti con un suo antico nemico: il demone Baal, Signore delle Mosche. Isaia affronta da solo nella notte l'esercito di Satana, rimanendone sconvolto. Gabriel e Samuele lo raggiungono la mattina dopo, trovando di fronte ai loro occhi un paese completamente posseduto: al loro fianco c'è anche Rebecca, che ha deciso di seguirli senza che lo venissero a sapere. Isaia e Samuele tentano un esorcismo, senza ottenere alcun effetto; Gabriel decide così di intervenire, ma Baal cerca di soggiogarlo, facendo forza sulla sua debole fede. Rebecca assiste di nascosto alla scena, quando Gabriel riesce quasi inspiegabilmente a scacciare il demone Baal. Padre Samuele, dopo essersi interrogato sull'identità di Gabriel, muore sull'altare, mentre Isaia si risveglia illeso. Claudia Munari riesce a rintracciare il primo marito di Clara Antinori e a scoprire delle strutture sanitarie ormai chiuse che servivano in precedenza l'organizzazione. Jacopo vede la Munari sul luogo e lo riferisce a Serventi, che decide di scoprire una delle sue carte in tavola: Rebecca, in realtà, non è una semplice assistente universitaria, ma fa parte della stessa organizzazione di Serventi.
- Altri interpreti: Davide Paganini (Jacopo), Giorgio Colangeli (Samuele Costa), Jun Ichikawa, Giuseppe Zeno

- Ascolti Italia: telespettatori 3 603 000 – share 16,44%

## Finché morte non vi separi
- Diretto da: Alexis Sweet
- Scritto da: Lorenza Ghinelli e Filippo Kalomenidis

### Trama
Due coniugi si sono trasferiti in un paesino nei pressi di Roma, acquistando una villa che sembra però essere infestata da spiriti maligni. La prima vittima, che non riuscirà a salvarsi, è il sacerdote che ha benedetto casa, che decide di ricorrere subito all'aiuto della Congregazione. Padre Gabriel e la psicologa Claudia Munari si recano sul posto, ma non riescono ad impedire che la moglie, ormai posseduta, uccida a colpi di cesoie il marito. Intanto i due, con l'aiuto di Padre Alonso, riescono a scoprire che in quella stessa villa era stato commesso un omicidio-suicidio cinquant'anni prima e nello stesso paese era scomparsa una ragazza. Gabriel e Claudia tornano nella casa per avere conferme sul caso, quando lei viene posseduta dallo spirito maligno, sfruttando la rabbia che prova nei confronti di Gabriel: Claudia tenta così di ucciderlo con un'accetta, ma Gabriel riesce a scacciare lo spirito e a non far avverare per la terza volta la maledizione. Nel frattempo Serventi ha deciso di uccidere Clara Antinori, la madre di Gabriel, che riesce però a rivedere suo figlio sul punto di morte: nello stesso momento, Gabriel vede un dipinto che ritrae il luogo dei suoi incubi.
- Altri interpreti: Davide Paganini (Jacopo)

- Ascolti Italia: telespettatori 3 681 000 – share 12,38%[2]

## Legame paranormale
- Diretto da: Alexis Sweet
- Scritto da: Filippo Kalomenidis

### Trama
All'interno di un carcere minorile, un ragazzo orfano che ormai sta per terminare di scontare la sua pena, manifesta poteri psicocinetici che gli permettono di scagliare lontano sia oggetti che persone. Il potere si manifesta ogni qual volta il ragazzo sente nella sua mente una voce femminile e vive i ricordi di una violenza sessuale. Nel frattempo, Gabriel incontra una ragazza che dichiara di conoscere qualcuno all'interno del carcere con cui riesce a comunicare a distanza telepaticamente. Invece Claudia scopre che il ragazzo ha una sorella, ma che quest'ultima non sembra mai essere venuta a conoscenza dell'esistenza del fratello, nonostante per legge i suoi genitori adottivi siano obbligati ad informarla. Il legame è quindi presto evidente e i due riescono a rivedersi: la ragazza che Gabriel ha incontrato è la sorella del ragazzo psicocinetico, ma questo non basta per spiegare i suoi poteri. Lei, tornata a casa, subisce una violenza sessuale da parte del padre adottivo, e contemporaneamente il fratello vede la scena e riesce a controllare il suo potere. Gabriel e Claudia si presentano a casa dei genitori di lei, che però si rifiutano di far vedere loro la figlia adottiva: nel frattempo quest'ultima è scappata dalla finestra per tentare di raggiungere Claudia, mentre suo fratello è evaso dal carcere per punire il padre di lei. Gabriel ed Isaia vengono avvisati dell'evasione, mentre la ragazza riesce a rifugiarsi da Claudia: i due sacerdoti capiscono che il fratello si sta recando a casa dei genitori di lei per uccidere il padre pedofilo. Il ragazzo riesce a metterlo a terra e a puntargli una pistola contro, quando viene distratto dall'arrivo di Gabriel ed Isaia: il padre di lei approfitta così per sparargli e scagliarsi contro i preti. Gabriel, accecato dall'odio, permette alla sua parte malvagia di prendere il sopravvento e sfruttare il suo potere diabolico: mentre sta per ucciderlo, però, riesce a restituire la vita al ragazzo psicocinetico che decide di macchiarsi definitivamente del delitto. Padre Isaia è sempre più sconvolto dai poteri di Gabriel, ma decide di non proferire parola con il Direttorio.
- Altri interpreti: Irena Goloubeva (Alice), Amanda Sandrelli (madre adottiva di Alice), Alessio Di Clemente (padre adottivo di Alice), Daniela Morozzi (Sandra), Ugo Dighero (Gregorio Nicolodi)
- Ascolti Italia: telespettatori 3 321 000 – share 13,36%[2]

## Fede
- Diretto da: Alexis Sweet
- Scritto da: Andrea Nobile

### Trama
In un borgo della periferia romana, tre fratelli, a distanza di cinque mesi dalla morte della loro madre, assistono ad un'apparizione mariana che si manifesta all'interno di una piccola grotta del luogo. Il parroco e i fedeli credono che si tratti della Vergine Maria, ma Padre Isaia vuole approfondire la vicenda e manda sul luogo Gabriel. Anche Gabriel si dimostra scettico, ma la visione della stessa apparizione e le capacità intellettuali straordinarie dimostrate dai tre fratelli lo spingono ad aprire una pratica ufficiale in Vaticano con la supervisione della Congregazione. Claudia non è convinta della situazione, mentre Gabriel chiede ai suoi assistenti di cercare le apparizioni femminili demoniache nel corso dei secoli: si risale così alla figura di Lilith, che sembra coincidere con la descrizione dell'evento. Claudia, dall'altra parte, ha scoperto che si tratta di allucinazioni dovute alla presenza di micotossine all'interno della grotta: nonostante ciò, i fedeli continueranno a recarsi di fronte alla grotta e il parroco farà costruire un santuario. Rebecca inizia a mostrare segni di ripensamento sulla sua fedeltà verso Serventi e Gabriel è sempre più vicino ad abbandonare il sacerdozio. Intanto, Padre Alonso è riuscito a risalire al luogo degli incubi di Gabriel e così vi si reca insieme a lui e ad Isaia: qui Gabriel ricorda che da piccolo è stato sottoposto ad un rito maligno da parte di Serventi e della sua organizzazione e che quindi il suo incubo e la profezia sono reali.
- Altri interpreti: Marco Leonardi (Don Ruggero)

- Ascolti Italia: telespettatori 3 749 000 – share 12,47%

## Patto di sangue
- Diretto da: Alexis Sweet
- Scritto da: Mizio Curcio e Leonardo D'Agostini

### Trama
In un paesino delle Marche, una ragazza, Anastasia, è riuscita misteriosamente a vivere per tre giorni intrappolata in una macchina in fondo ad un lago. Contemporaneamente, i contadini lamentano del massacro del bestiame e del ritrovamento di animali dissanguati. Visti i segni sul collo e le voci che girano in paese, Gabriel pensa si tratti di un caso di vampirismo e ne ha la conferma dopo che ritrova la ragazza intenta a succhiare dal collo di un cavallo il suo sangue. Anastasia viene quindi ricoverata in ospedale, quando il fattore della casa in cui abitava decide di ucciderla conficcandole un palo di ferro nel petto. Dopo la morte della ragazza e l'arresto dell'uomo, però, viene ritrovata uccisa in circostanze misteriose anche sua madre. Rimangono quindi in vita solo il suo giovane compagno e la figlia del fattore arrestato come potenziali artefici dei fatti: alla fine si scopre che quest'ultima è il vero vampiro e che non è affatto una ragazzina come può sembrare all'apparenza. Gabriel, intervenuto sul posto, riesce a salvare Claudia che stava per essere soggiogata, mentre il fattore, sfuggito dal posto di polizia, mette definitivamente la parola fine alla vita del vampiro. Sulla strada del ritorno verso casa, Gabriel decide di lasciare la Chiesa e confessa a Claudia i suoi sentimenti: i due possono finalmente amarsi e dare sfogo alla loro passione. Intanto Padre Isaia, dopo diverse indagini, è riuscito a risalire ad un ordine segreto all'interno del Vaticano di cui faceva parte Monsignor Castello, il membro del Direttorio ucciso da Serventi che voleva tenere sotto controllo Gabriel, è che ha appunto lo scopo di svelare il mistero dietro la sua identità e i suoi poteri.
- Altri interpreti: Antonella Fattori (Greta Lorenzini), Irene Maiorino (Anastasia)

- Ascolti Italia: telespettatori 3 481 000 – share 14,97%

## L'uomo nero
- Diretto da: Alexis Sweet
- Scritto da: Fosca Gallesio

### Trama
Gabriel ha lasciato il sacerdozio per vivere insieme a Claudia, quando una sua paziente e vecchia amica, Francesca, riesce a dar vita ad un mostro demoniaco in grado di uscire dai sogni di una persona per poi uccidere nella realtà. L'incubo riesce ad interagire anche con Claudia, che ne rimane così vittima. Grazie a questa esperienza, Claudia riesce a rivivere una parte dell'infanzia della sua paziente e a riconoscere la vera fonte di tutti gli incubi di Francesca: un dispetto quasi letale fatto alla madre, che sempre la rinchiudeva nel capanno per punizione. Claudia, insieme a Gabriel, cerca di contattare Francesca prima che l'uomo nero riesca ad uccidere suo marito, che negli ultimi giorni aveva notato lo strano comportamento della moglie e stava per portare via sua figlia. Giunti sul posto, però, Francesca dichiara che è troppo tardi ed infatti il marito è riverso a terra nel garage. Claudia stende la mano a Gabriel, chiedendogli inconsciamente di intervenire e tentare di salvarlo ricorrendo ai suoi poteri: l'operazione, incredibilmente, riesce. Nel frattempo Serventi è seriamente preoccupato per il destino di Gabriel, visto che ora che è fuori dalla Chiesa la confraternita di Padre Vargas può agire indisturbata senza infrangere il voto fatto.
- Altri interpreti: Cecilia Dazzi (Francesca Fontana), Karen Ciaurro (Elena Fontana)
- Ascolti Italia: telespettatori 3 622 000 – share 12,41%

## Il pianto del demonio
- Diretto da: Alexis Sweet
- Scritto da: Antonio Manzini

### Trama
Una giovane donna, Miriam, sente il pianto del figlio morto nelle profondità delle catacombe che si trovano vicino alla sua casa e gli stessi suoni vengono uditi prima da una medium e poi dal parroco del luogo. In famiglia tutti credono che Miriam sia una povera pazza, ma dopo la misteriosa morte del parroco la ragazza non si rassegna e riesce così ad entrare in contatto con Padre Gabriel e Claudia Munari. Questi, intervenuti sul posto, pensano si tratti di semplici suoni riprodotti dal vento, ma ad una seconda ispezione, con l'aiuto di una crepa sulla parete, riescono finalmente a vedere che nel lato inesplorato delle catacombe si riunisce una setta satanica. Grazie alle indagini di Gabriel, ma anche alla scoperta fatta da Miriam stessa, il mistero è presto svelato: è la famiglia intera ad essere coinvolta in questo culto satanista ed i riti si ripeterebbero da più di quattro generazioni. La setta viene sgominata prima che riesca a sacrificare a Satana il figlio di Miriam, Angelo, e la ragazza può così fuggire via con lui e ricostruirsi una nuova vita. Nel frattempo Alonso, con la collaborazione di Rebecca, è riuscito a risalire ad un luogo dell'organizzazione di Serventi in cui si troverebbero degli importanti documenti. Padre Isaia, convinto da Vargas, vuole mettere a tacere Alonso prima che racconti tutto a Gabriel e così si avvale dell'aiuto della confraternita di cui ormai fa parte per ucciderlo. Il tentativo riesce a metà, perché nonostante la pugnalata Padre Alonso riesce a sopravvivere e ad indicare a Gabriel il luogo che aveva scoperto. Gabriel vi si reca insieme ad Isaia, trovando dei libri che testimoniano lo scontro tra Serventi e un Ordine segreto all'interno del Vaticano fin dal 1600: per un momento Isaia medita di farlo fuori con una pietra, ma vi rinuncia. Intanto Claudia viene portata con l'inganno da Rebecca nel covo di Serventi.
- Altri interpreti: Orso Maria Guerrini (Dante Castro), Barbara Bouchet (Sig.ra Castro), Miriam Leone (Miriam Castro), Augusto Zucchi (Dottor Pietrangeli)

- Ascolti Italia: telespettatori 3 291 000 – share 15,20%

## Il potere oscuro
- Diretto da: Alexis Sweet
- Scritto da: Mizio Curcio, Leonardo D'Agostini, Antonio Manzini, Andrea Nobile

### Trama
Claudia viene presa in ostaggio dall'organizzazione di Bonifacio Serventi che sfrutta il momento per avviare un processo maligno all'interno del corpo di Claudia in modo che Gabriel, oltre ad utilizzare il suo potere oscuro nei confronti dello stesso Serventi e passare definitivamente dalla sua parte, la perda una volta per tutte. Intanto le indagini di Isaia portano alla scoperta della vera identità di Rebecca e Gabriel riesce così a prelevarla da casa e a portarla alla Congregazione, scoprendo il rapimento di Claudia. Intanto Jacopo è arrivato nel Direttorio dove cerca di soffocarne tutti i membri e fa rivivere a Gabriel le sue più profonde paure; il tentativo di Isaia di fermarlo fallisce e Jacopo riesce a fuggire con Rebecca, non prima che questa riesca a svelare il luogo dove Claudia viene tenuta prigionieria. Gabriel si reca sul posto e qui manifesta il suo potere oscuro proprio come Serventi sperava; Rebecca decide di disobbedire al piano e libera Claudia che così ferma Gabriel prima che riesca a soggiogare Bonifacio: lo shock di Claudia nel vedere Gabriel in quello stato è troppo grande e decide così di troncare la relazione. Serventi viene rinchiuso nelle prigioni vaticane, mentre Jacopo fugge insieme a Rebecca.
- Ascolti Italia: telespettatori 3 450 000 – share 11,60%

## La rivelazione
- Diretto da: Alexis Sweet
- Scritto da: Mizio Curcio, Leonardo D'Agostini, Andrea Nobile

### Trama
Alonso ha concentrato le ricerche sull'Ordine dei Templari e sulle attività di Monsignor Castello che ne faceva parte, scoprendo che ha mantenuto attiva la sua parrocchia nonostante le regole della Congregazione lo vietassero. Padre Vargas, intanto, ha dato l'ordine di uccidere Jacopo e Rebecca, ma questi sono arrivati nella parrocchia tenuta da Castello dove incontrano proprio il loro assassino: Jacopo tenta così di ucciderlo con i suoi poteri, ma lui riesce a liberarsi e a trafiggere Rebecca. Gabriel arriva sul posto ed assiste alla scena dello strangolamento dell'assassino da parte di Jacopo, mentre per Rebecca ormai è troppo tardi: Jacopo, disperato per la perdita della sua amata, si suicida. Proseguendo le loro ricerche, Gabriel e Alonso arrivano a scoprire che le attività dell'Ordine si nascondono dietro i servizi forniti dall'Opera Missionaria della Luce di Cristo e che sono loro i responsabili di tutti gli omicidi marchiati con la croce catara. Una volta sul posto, però, la sede è stata abbandonata in fretta e furia: infatti Vargas e Isaia si stanno preparando ad attirare Gabriel in una trappola, in modo da mettere fine alla sua vita. Intanto Claudia, mentre sta per abbandonare Roma, accusa un malore e una volta in ospedale gli accertamenti diagnosticano una malattia estremamente degenerativa e la gravidanza: la sua amica di sempre le sta vicino, ma Claudia non vuole che Gabriel venga a conoscenza di tutto questo. Quest'ultimo torna alla cripta, riuscendo a rivivere completamente i suoi ricordi: quand'era piccolo non si trovava lì per un rito di Serventi, ma era stato condannato a morte dai Templari che però non riuscirono nel loro intento in quanto sconfitti dai suoi poteri. Serventi decise però di mantenere in vita uno di loro, Vargas per l'appunto, con il preciso compito di fargli riferire agli altri suoi membri guerrieri che la guerra era stata vinta dall'organizzazione di Bonifacio e che Gabriel era l'Eletto. Tornato alla realtà, di fronte agli occhi di Gabriel si ripresenta lo stesso identico scenario, ma questa volta oltre a Vargas è presente anche Isaia: grazie all'incitamento di Serventi, Gabriel si serve dei suoi poteri oscuri per ucciderli, ma alla fine risparmia la vita del suo amico di sempre Isaia. Serventi ed Isaia fuggono, mentre Gabriel viene a conoscenza delle condizioni estreme di Claudia: le fa così visita e riesce ad estirpare il male che Serventi le aveva trasmesso in corpo, salvandola da un triste destino. Mentre i due riscoprono il loro reciproco amore, Isaia si trova in una località sconosciuta del Medio Oriente con in mano il prezioso scrigno templare che cela il segreto più grande della religione cattolica e la Congregazione è chiamata a formare un nuovo Direttorio. Se ne occupa così con successo Gabriel, proprio come ultimo atto del suo percorso di fede, ma i nuovi membri, a votazione maggioritaria, desiderano che sia lui stesso a guidarlo, mettendolo così di fronte ad un'ennesima forte decisione...
- Ascolti Italia: telespettatori 3 211 000 – share 13,22%